# François Panetié
François Panetié (auch: Pannetier) Seigneur de la Croix  (* 1626 in Boulogne-sur-Mer, Frankreich; † 26. April 1696 in Le Havre, Frankreich) war ein Offizier der französischen Marine des 17. Jahrhunderts. Er entstammte einer Familie des niederen Adels aus Boulogne und begann seine Laufbahn im Dienst von Marschall d'Aumont, bevor er zur Marine wechselte. Er diente im Holländischen Krieg und im Pfälzischen Erbfolgekrieg und zeichnete sich insbesondere im letztgenannten Konflikt in den Schlachten vor der Bantry Bay, von Beachy Head und von La Hougue aus. Seine Leistungen brachten ihm die Beförderung zum Chef d’escadre (Konteradmiral) und den Titel eines Kommandeurs des Ordre royal et militaire de Saint-Louis ein.

## Biographie
Panetié war der Sohn von Claude de la Croix, Chevalier, Seigneur de Panetié et de Belle Croix und Catherine de Marconnelle. Bereits sein Vater, vermutlich aus Poitou stammend, war ein Gefolgsmann von Antoine d'Aumont und dieser im Auftrag des Königs Truppen aushob, wurde er als einer der Hauptleute dieses Regiments geführt.

### Karriere in der französischen Marine
Über Panetiés frühe Karriere ist nichts bekannt. Am 16. Juni 1660 erhielt er das Kommando über die 80-Tonnen-Fregatte Notre-Dame du Rosaire, die wiederum von Antoine d’Aumont ausgerüstet worden war, mit dem Auftrag, ein Jahr lang „an den Küsten und Häfen Frankreichs, Flanderns und Spaniens und überall dort, wo er es für angebracht hielt, Untertanen des spanischen Königs und Staatsfeinde, Piraten, Freibeuter und Unabhängige zu jagen“.
1662 kommandierte er die Fregatte Nom de Jésus. Am 4. Dezember desselben Jahres, nach dem Besuch Ludwigs XIV. in Boulogne, wurde er beauftragt, den Grafen von Vivonne nach London zu eskortieren. 1665 verließ er den Dienst von Marschall d'Aumont, um sich der französischen Marine anzuschließen. Sein Auftrag bestand darin, an der Seite des Korsaren Alexandre Charles Jacobsen, einem Verwandten von Jean Bart, die Küstenschifffahrt vor feindlichen Freibeutern zu schützen. Ihm wurde hierfür die Hirondelle anvertraut, eine Fregatte mit 26 Kanonen und 200 Mann Besatzung. Er erhielt ein vom Herzog von Beaufort unterzeichnetes Patent als Fregattenkapitän, wurde aber im selben Jahr zum capitaine de vaisseau  (Kapitän zur See) befördert.
Im August 1671 kommandierte er die Alcyon.

#### Holländischer Krieg
Im Holländischen Krieg nahm er am 7. Juni 1672, als Teil der vereinten französisch-englischen Flotte unter dem Kommando von Jakob II. und Abraham Duquesne, an der Seeschlacht in der Solebay teil. Er kommandierte das 50-Kanonen-Schiff L'Heureux.
Am 10. September 1672 erhielt er als Kommandant der Alcyon den Befehl, vor der Isle of Wight zu kreuzen, um französische Fischereifahrzeuge zu schützen.

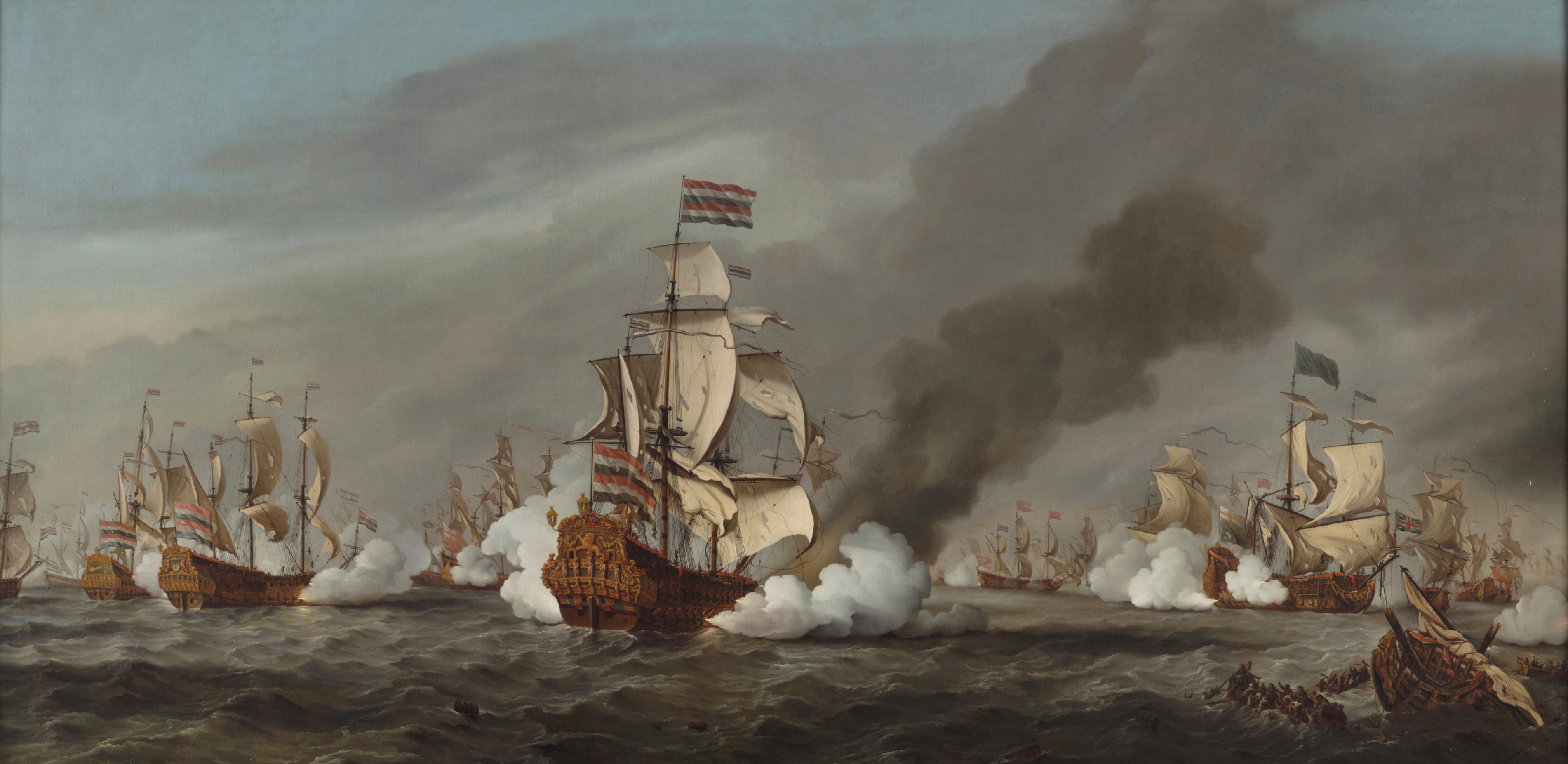
Die Schlacht von Texel von Willem van de Velde dem Jüngeren.

Am 21. August 1673 nahm er als Kommandant der Le Précieux der französisch-englischen Flotte unter der Führung von Ruprecht von der Pfalz und Jean II. d’Estrées an der Seeschlacht vor Texel teil. Für seine guten Leistungen erhielt er im Anschluss das Kommando über das Linienschiff L'Invincible und ersetzte damit Kapitän d'Estalle, der in der Schlacht gefallen war. Der Marquis de Rosmadec ersetzte ihn auf der Le Précieux.
1675 versenkte er vor Dünkirchen ein niederländisches Korsarenschiff.
Als Teil der Flotte des Grafen d'Estrées beteiligte er sich 1677 an der Eroberung von Cayenne von den Holländern.
Am 3. Januar 1682 wurde er zum Gnadenritter (chevalier de grâce) des Lazarus-Ordens von Jerusalem ernannt.

#### Pfälzischer Erbfolgekrieg
Am 18. Juni 1688 wurde er zum Kommandanten des 48-Kanonen-Linienschiffs Le Français ernannt, mit dem Auftrag, Vidame d'Esneval, den Ludwig XIV. zum Botschafter in Portugal ernannt hatte, nach Lissabon zu bringen. Auf seiner Rückkehr eskortierte er eine mit Weizen beladene Fleute nach Marseille. Nach einer Auseinandersetzung mit dem Grafen von Estrées, während der Panetié diesen als „Cotillon-Bastard“ (abfällige Bezeichnung für Offiziere, die ihre Beförderung eher ihrer Geburt als ihren Leistungen im Dienst verdankten) bezeichnete, fiel er eine Zeit in Ungnade.
Diese war jedoch nur von kurzer Dauer, und er kehrte mit Ausbruch des Pfälzischen Erbfolgekrieges in den Dienst zurück. Im April 1689 wurde er dem Kommando des Marquis de Châteaurenault unterstellt. Am 9. und 11. Mai 1689 diente er unter dessen Kommando in der Seeschlacht vor der Bantry Bay, bei der er erneut Le Français befehligte und die Schlachtlinie anführte. Er zeichnete sich in dieser Schlacht aus und der Mercure Galant berichtete über seine Aktionen:

« Il se passa une chose singulière entre ces deux avant-gardes […] Le vaisseau que montait M Panetié n'ayant que 44 canons et le vaisseau contre lequel il combattait en ayant 70, il s'approcha sans tirer jusqu'à la portée du mousquet et comme ses sabords étaient ouverts, il fit une décharge de mousqueterie qui tua ou blessa la plupart de ceux qui étaient à ses ouvertures. On les referma aussitôt, ce qui empêcha ce vaisseau anglais de faire feu de son canon. M. Panetié fit tirer le sien, et tous les vaisseaux de l'avant-garde ayant fait de même sur celle des ennemis, cette dernière se retira fort mal traitée et ne se battit plus. »

„Zwischen den beiden Vorhuten geschah etwas Seltsames. [...] Das Schiff, auf dem Herr Panetié fuhr, verfügte nur über 44 Kanonen, das Schiff, gegen das er kämpfte, über 70. Er näherte sich, ohne zu schießen, bis er in Musketenreichweite war, und da seine Geschützpforten geöffnet waren, feuerte er eine Musketensalve ab, die die meisten der an den Öffnungen befindlichen Gegner tötete oder verwundete. Diese wurden sofort wieder geschlossen, wodurch das englische Schiff seine Kanonen nicht mehr abfeuern konnte. Herr Panetié feuerte seine [Kanonen] ab, und alle Schiffe der Vorhut taten dasselbe mit den feindlichen. Letztere zogen sich unter sehr schlechter Behandlung zurück und kämpften nicht mehr.“

Panetié wurde vom Marineminister Seignelay beglückwünscht und erhielt das Kommando über die Bourbon, ein 50-Kanonen-Linienschiff mit einer Besatzung von 400 Mann. Er schiffte sich am 13. August ein und kreuzte westlich des Ärmelkanals. Nach 24 Jahren als Schiffskapitän wurde er am 26. Oktober 1689 in Brest zum Chef d’Escadre der Provinz Normandie befördert. Anfang 1690 erhielt er das Kommando über die Terrible, ein 80-Kanonen-Schiff mit einer Besatzung von 490 Mann, in der in Brest ausgerüsteten Flotte. Am 20. April 1690 wurde er zum Befehlshaber der Marine in der Normandie ernannt. Am 10. Juli desselben Jahres kommandierte er die Terrible in der Seeschlacht von Beachy Head und konnte sich bewähren, obwohl sein Schiff in Brand geschossen wurde und seine Besatzung 31 Tote und 62 Verwundete beklagte.
Eine besondere Rolle spielte Panetié während der Schlacht von Barfleur und La Hougue im Mai und Juni 1692, in der er zunächst die Nachhut des sog. Blauen Geschwaders führte. Er befand sich dazu an Bord des 84-Kanonen-Schiffs Le Grand, das vom Chevalier de Courbon kommandiert wurde. Zu Beginn der Kämpfe war er mit der Nachhut weit vom Kampfplatz entfernt, als das Signal zur Schlachtordnung gegeben wurde. Trotz aller Bemühungen gelang es ihm wegen der ungünstigen Winde nicht, nah genug aufzuschließen, um sich an der Schlacht zu beteiligen.
Beim anschließenden Rückzug in der Nacht vom 29. auf den 30. Mai 1692 verfolgte die Royal Navy die französische Flotte. Panetié gelang es hierbei, bis zum nächsten Morgen insgesamt 21 Schiffe zu sammeln und sich mit diesen an die Spitze zu setzen. Durch die riskante Passage der Straße von Alderney konnte Panetié mit den Schiffen unter seinem Kommando nach Saint-Malo entkommen. Die Briten konnten ihm nicht folgen, da ihr einziger Offizier, der die Gewässer kannte, seinen Verletzungen aus der Schlacht erlegen war. Andere Kontingente der französischen Flotte unter Tourville und Nesmond, insgesamt 13 Linienschiffe, zum Teil durch die Beschussschäden des Vortages in ihrer Fahrt verlangsamt, wurden hingegen von britischen Schiffen gestellt oder von den eigenen Besatzungen aufgegeben.
Panetié hatte somit in dieser verheerenden Niederlage der französischen Flotte zumindest den Großteil der Schiffe retten können, was Claude de Forbin in seinen Memoiren bestätigte:

« M. de Panetier, chef d'escadre, arbora le pavillon de ralliement; ce qui sauva le reste de la flotte. »

„Herr de Panetier, Geschwaderführer, hisste die Sammelflagge, die den Rest der Flotte rettete.“

Marineminister Ponchartrain befahl ihm daraufhin mehrfach, den Hafen zu verlassen und sich mit dem Rest der Flotte in Brest anzuschließen. Da Panetié diese Befehle nicht befolgte, schickte der Minister Charles-François Davy d’Amfreville, der ebenfalls an der Schlacht beteiligt gewesen war und verwundet wurde, nach Saint-Malo, um das Kommando über die Schiffe und insbesondere über das von Panetié, die Grande, zu übernehmen. Doch Pontchartrain änderte seine Meinung und nahm seine Befehle zurück, deren Ausführung auch d’Amfreville verweigert hatte. Panetié war somit rehabilitiert und setzte seine Dienste ab dem 9. Juli fort.
Bei der Gründung des Ordens am 10. Mai 1693 wurde er zum Kommandeur des Königlichen und Militärischen Ordens von Saint-Louis ernannt. Von den acht Kommandeuren und acht Großkreuzen mit einer Pension von 4.000 Livres war er der einzige Vertreter der Marine erster Klasse.
1693 kaperte er in der Schlacht von Lagos ein niederländisches Schiff. Als Kommandant der Marine in Brest wurde er 1694 zusammen mit Vauban und M. de Langeron mit dem Schutz der Zufahrten zur Stadt beauftragt. Er hielt Admiral Berkeley in Schach, da dieser nicht in die Meerenge einfahren konnte und seine Truppen nach der Schlacht von Camaret im Juni 1694 zurückgedrängt wurden.
Er starb am 26. April 1696.